# 아웃 오브 더 블루 (1980년 영화)
《아웃 오브 블루》(Out Of The Blue, 캐나다 개봉명: No Looking Back)는 캐나다에서 제작된 데니스 호퍼 감독의 1980년 드라마 영화이다. 린다 맨즈 등이 주연으로 출연하였다. 1980년 칸 영화제의 경쟁 부문에서 상영되었다.

## 출연

### 주연
- 린다 맨즈
- 데니스 호퍼
- 샤론 패럴

### 조연
- 돈 고돈
- 레이몬드 버
- 데이빗 L. 크로리

## 기타
- 미술: 리온 에릭슨